# Паулина Вюртембергская (1854—1914)
Паулина Вюртембергская (нем. Pauline von Württemberg, 11 апреля 1854, Липпштадт — 24 апреля 1914, Бреслау) — герцогиня Вюртембергского дома, в 1880 году отреклась от всех титулов, ради брака с Мельхиором Виллимом и приняла фамилию Кирбах. Из-за этого, а также из-за приверженности к социально-демократическим идеям получила прозвище «Красная принцесса».

## Биография
Паулина родилась 11 апреля 1854 года в Липпштадте. Она была третьим ребёнком и младшей дочерью в семье герцога Вюртембергского Евгения Эрдмана и его жены Матильды Шаумбург-Липпской.
В юности влюбилась в лечившего её мать врача и твердо решила выйти за него замуж. Король Вюртемберга Карл I дал разрешение на этот брак при условии отказа от имени, статуса и титулов. В 1880 году Паулина взяла фамилию Кирбах.
1 мая того же года в Карлсруэ она обручилась с врачом Мельхиором Гансом Оттокаром Виллемом. Жениху исполнилось 24 года, невесте — 26. Супруги поселились в Бреслау. Там у них родилось трое детей:
- Марсела
- Микаэла
- Мельхиор[3]

Начиная с 1886 года Паулина вступила в Социал-демократическую партию Германии и принимала активное участие в движении за права молодых женщин. После изменения устава партии в 1909 году стала её официальным членом. Партийная пресса описывала её как «немного эксцентричную» даму.
В 1910 году умер супруг Паулины. Она, пережив его на четыре года, ушла из жизни 24 апреля 1914 года. Её похоронили на городском кладбище Бреслау. Гроб на кладбище сопровождала длительная процессия женщин из партии и простых рабочих города. Последнюю речь произнесла немецкий политик и борец за права женщин Луиза Циц.